# Akademiola w Tarnowie
Akademiola w Tarnowie (także scholasteria, dom kapitulny) – zabytkowy budynek znajdujący przy placu Katedralnym 5 w Tarnowie. Powstał prawdopodobnie z połączenia dwóch innych obiektów – budynków szkoły parafialnej i infirmerii wikariuszy kolegiackich, wzniesionych około połowy XVI wieku. W swojej historii użytkowany był m.in. jako siedziba instytucji szkolnych. Współcześnie wykorzystywany jest przez tarnowskie Muzeum Diecezjalne.

## Lokalizacja
Budynek zwany akademiolą, scholasterią lub domem kapitulnym położony jest na tarnowskiej Starówce, w północno-zachodnim narożniku Placu Katedralnego, pod adresem plac Katedralny 5. Wchodzi w skład ścisłej zabudowy zachodniej pierzei placu, jego ściana frontowa zwrócona jest w przybliżeniu w kierunku wschodnim. Od południa przylega do niego scholasteria (zwana również domem rektora lub kapituły), a od północy dom Mikołajowski.

## Historia

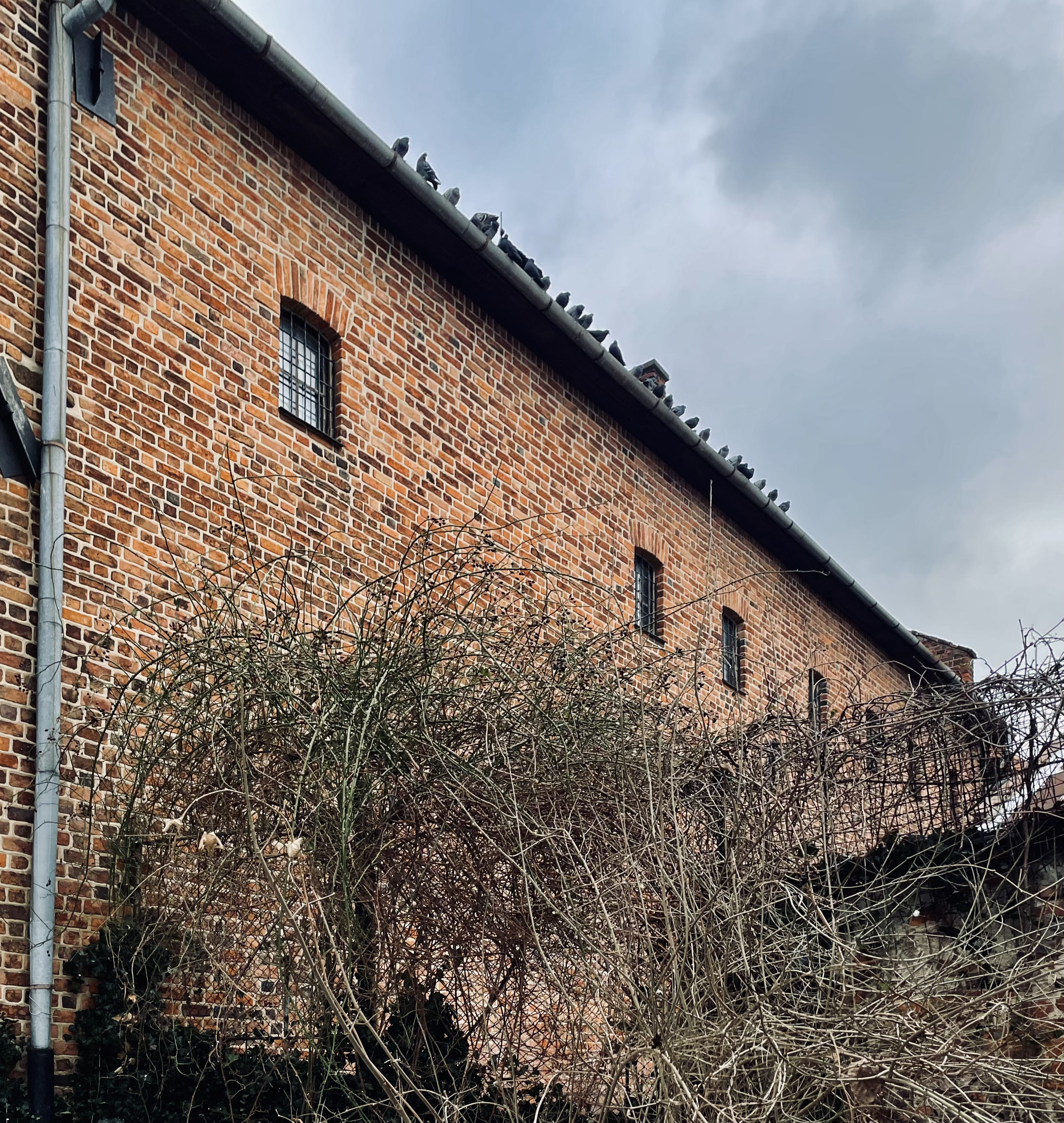
Tylna elewacja kamienicy

Nieznana jest dokładna data powstania budowli. Ukształtowana została prawdopodobnie w wyniku połączenia dwóch wcześniej istniejących obiektów, czyli budynków infirmerii wikariuszy kolegiackich i szkoły parafialnej.

### Budynek szkoły parafialnej
Budynek szkoły parafialnej powstał przypuszczalnie w XVI wieku, przy czym data jego budowy nie została dokładnie określona. Prawdopodobnie wzniesiono go z inicjatywy Marcina Łyczki, prepozyta tarnowskiego, który w 1578 roku dokonał fundacji na poczet szkoły. W dokumencie fundacyjnym pominięta została jednak sprawa budynku szkolnego, w związku z czym istniał on być może już wcześniej i nie była konieczna jego przebudowa. Istnieje przypuszczenie, jakoby budowlę tę wybudowano między latami 1552 a 1559, czyli pomiędzy objęciem przez Marcina Łyczkę funkcji prepozyta, a wydaniem przez Jana Tarnowskiego ordynacji dla szkoły, prawdopodobnie zamykającej jej transformację, która mogła zawierać skonstruowanie dla niej nowej murowanej siedziby. Przypuszczenie to ma potwierdzać wydane w 1559 roku przez hetmana Jana Tarnowskiego pozwolenie na budowę innego murowanego budynku, co sugeruje, iż sąsiadujący z nim budynek szkoły także był już budowlą murowaną.
Istnienie murowanego, piętrowego budynku szkolnego niewielkich rozmiarów zostało odnotowane w 1597 roku podczas wizytacji kardynała Jerzego Radziwiłła. Budowla ta miała składać się z czterech pomieszczeń, w tym mieszkań rektora i kantora, sali dla młodzieży oraz izby szkolnej.
Budynek szkolny od 1645 roku dorocznie konserwowany był nakładem kapituły tarnowskiej, która asygnowała na ten cel 4 grzywny, wypłacane wcześniej przez miasto rektorowi. W roku 1663 budowlę znacząco uszkodził pożar miasta, po czym rada miejska, dotychczas się nią zajmująca, w związku z niedoborem zasobów finansowych potrzebnych do odbudowy, odstąpiła ją w 1694 roku kapitule tarnowskiej.

### Budynek infirmerii

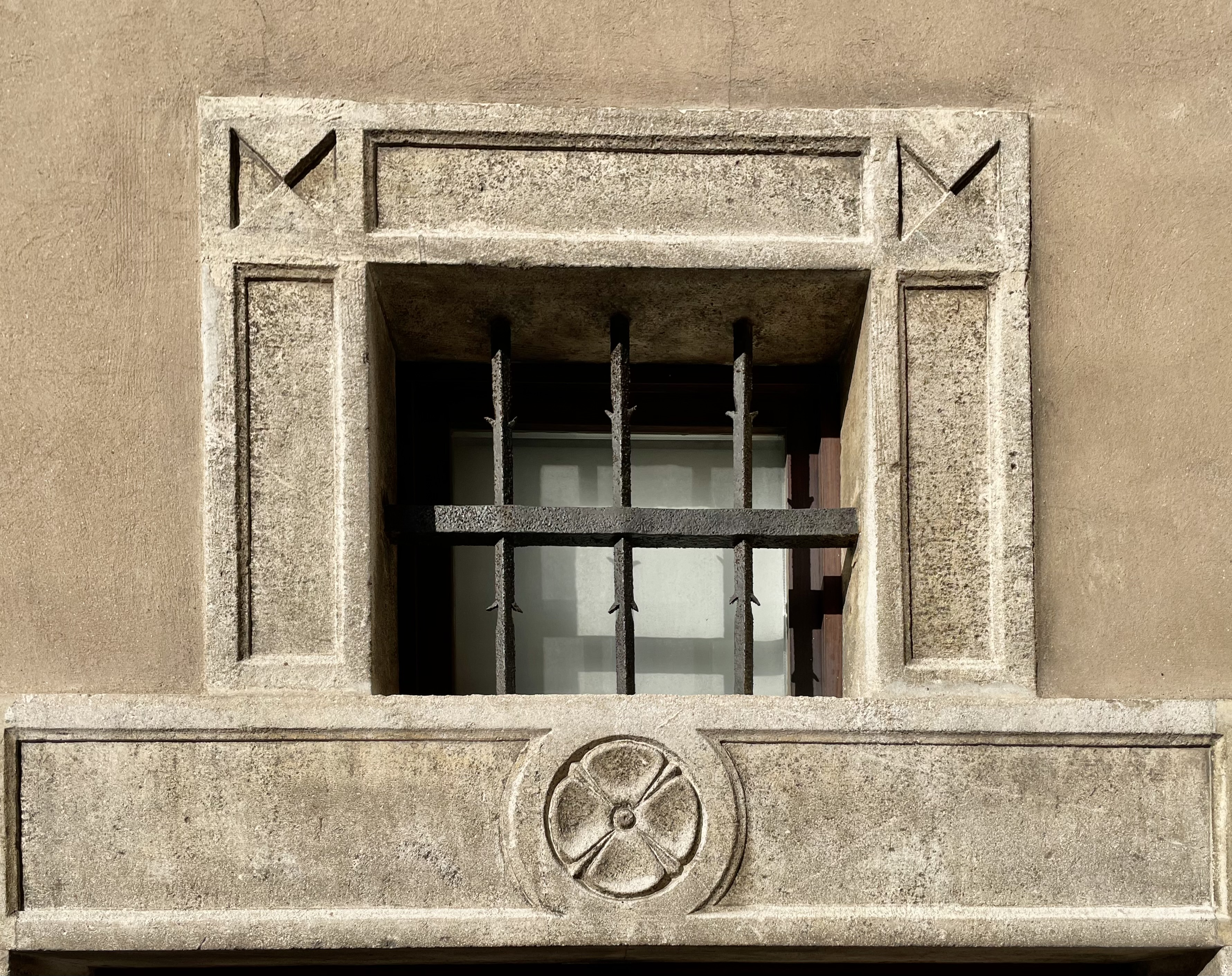
Nadświetle nad głównym portalem budynku, widoczny detal dekoracji portalu

Budynek infirmerii powstał za pozwoleniem wydanym w 1559 roku przez hetmana Jana Tarnowskiego dla kustosza tarnowskiego Jana. Dokument ten zawierał zastrzeżenia mówiące o tym, iż dom w przypadku konieczności obrony miasta ma zostać udostępniony w celach militarnych, a także, że po śmierci kustosza Jana przejdzie on na własność wikariuszy.
Dom skonstruowano prawdopodobnie na całym wolnym obszarze pomiędzy budynkiem szkolnym i domem Mikołajowskim, w niedługim czasie od wydania pozwolenia. Przed końcem XVI wieku, zgodnie z zawartą wcześniej umową, przeszedł na własność wikariuszy, po czym został zaadaptowany na infirmerię.
W wyniku pożaru miasta z 1617 roku infirmeria została zniszczona, a rok później wikariusze ze wsparciem kanonika Macieja Kunowicza odbudowali ją.
Budynek infirmerii w 1663 roku został zakupiony za 600 złotych przez kanonika Pawła Kuszewskiego, fundatora nowej kanonii św. Karola Boromeusza; miał służyć fundatorowi oraz jego następcom. W roku 1668 tenże przekazał część kamienicy do użytku primiceriusza, zajmującego także izby sąsiedniego domu Mikołajowskiego.

### Okres od XVIII wieku

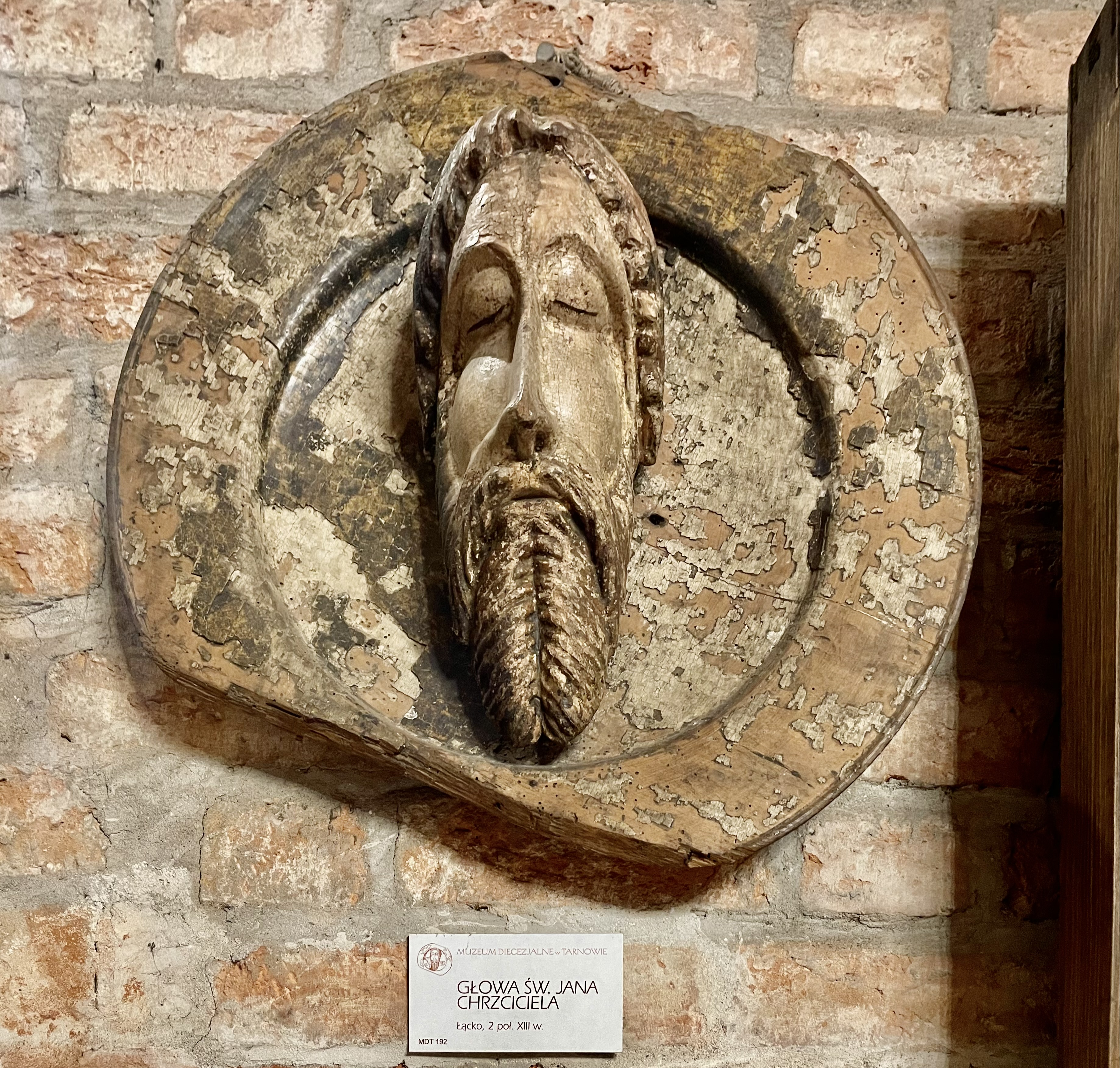
Rzeźba głowy św. Jana Chrzciciela na misie z XIII w., jeden z eksponatów wystawianych w akademioli

Na początku XVIII wieku oba obiekty były w złym stanie technicznym, a według stanu z 1753 wymagały niezwłocznej rewitalizacji. Podówczas budynek infirmerii stał się także elementem uposażenia scholasterii i własnością scholastyka.
Po założeniu dzięki fundacji Wojciecha Kaszewicza małej akademii (kolonii akademickiej), zwanej Akademiolą, obie kamienice zostały przekazane w jej posiadanie. Pomiędzy latami 1753 i 1756 zorganizowano w nich prace adaptacyjne i remontowe, na które przeznaczone zostało 1000 złotych. W ramach podjętych wówczas działań przypuszczalnie połączono wnętrza obu budynków, pozostawiając dla nich jedno wspólne wejście. Przeprowadzone prace prawdopodobnie nie objęły jednak wszystkich elementów połączonych kamienic, gdyż w roku 1766 prac naprawczych wymagał dach.
Po adaptacji na cele szkolne pomieszczenia dawnej infirmerii przeznaczone były na mieszkania dla profesorów, natomiast w dawnym budynku szkolnym umiejscowiono klasy do nauki retoryki i poetyki (na piętrze), a także jedną dużą ogólną salę do nauki (na parterze).
W wyniku I rozbioru Polski Tarnów został zajęty przez Austrię. Zgodnie z wolą Austriaków kolonia akademicka została początkowo przejęta pod dozór kapituły, a następnie w 1784 zlikwidowana, po czym w jej miejscu utworzono państwowe austriackie gimnazjum. Budynku, mimo że jedna z jego części, czyli dawna infirmeria stanowiła własność kościelną, nie zajęto na poczet austriackiego Funduszu Religijnego.

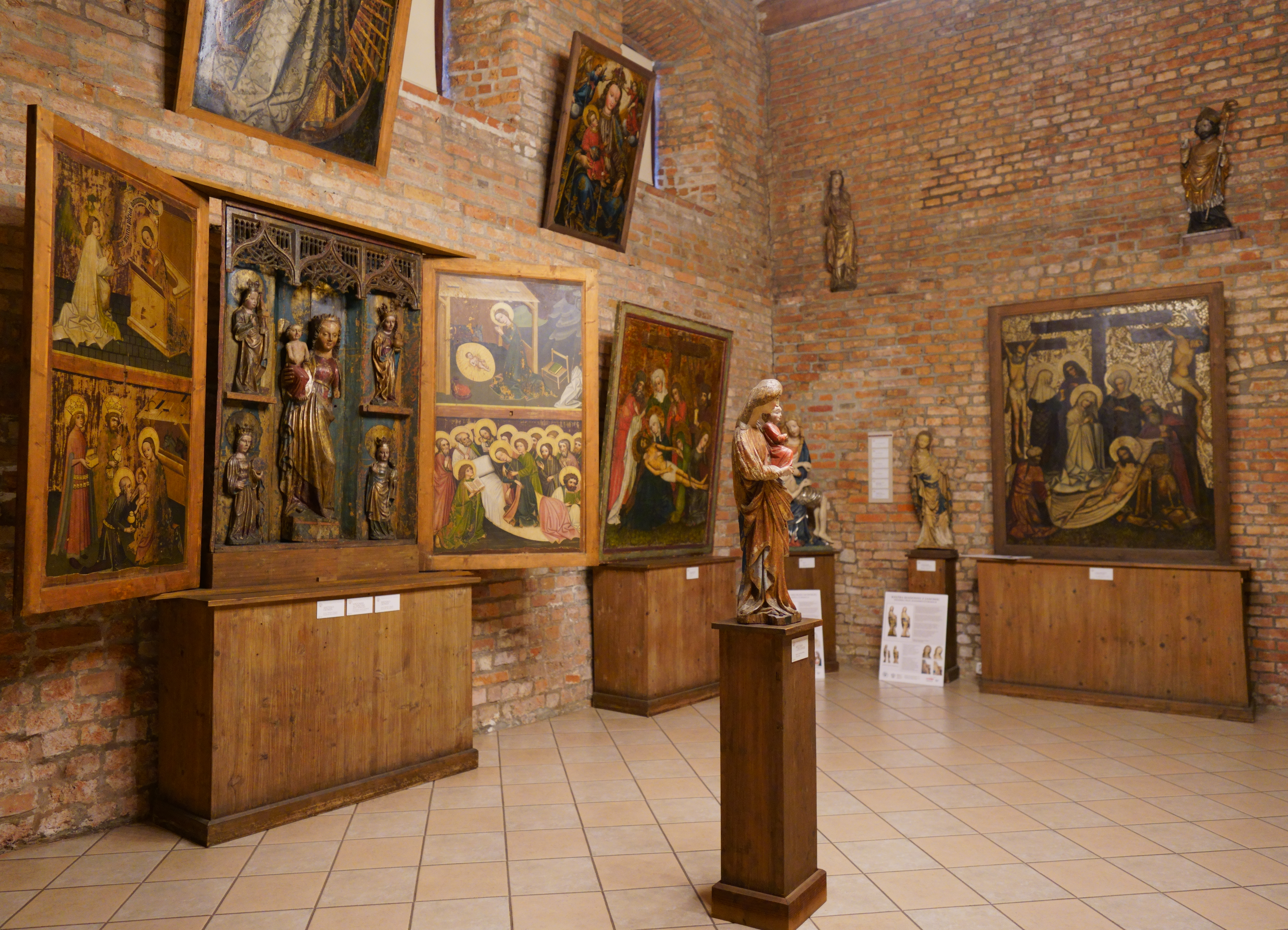
Jedna z sal wystawienniczych akademioli

W 1810 roku bądź latach 1814–1817 na polecenie dyrektora gimnazjum kamienicę gruntownie przebudowano, m.in. łącząc ją poprzez wyburzenie części ścian z sąsiednim domem Mikołajowskim. W ramach prac obie budowle zostały także nakryte wspólnym dachem.
Przez okres XIX wieku budynek pełnił funkcje szkolne. Do 1849 roku mieściły się tam pomieszczenia gimnazjum. W latach 1880–1896 budynek wykorzystywany był przez szkołę obwodową, a następnie w latach 1896–1903 pełnił funkcję siedziby żeńskiej szkoły wydziałowej. Funkcje szkolne przestał sprawować ze względu na swój zły stan techniczny, określony przez władze miejskie mianem rudery. Planowano wówczas co prawda jego całościową przebudowę, jednakże ostatecznie od pomysłu odstąpiono.
W 1938 roku budynek, decyzją biskupa Franciszka Lisowskiego, na własność zakupiła tarnowska kuria diecezjalna. W czasie okupacji niemieckiej podczas II wojny światowej, decyzją kurii dom zabezpieczono przed dalszym niszczeniem, a w 1944 roku zdecydowano o przeznaczeniu go na cele Muzeum Diecezjalnego.

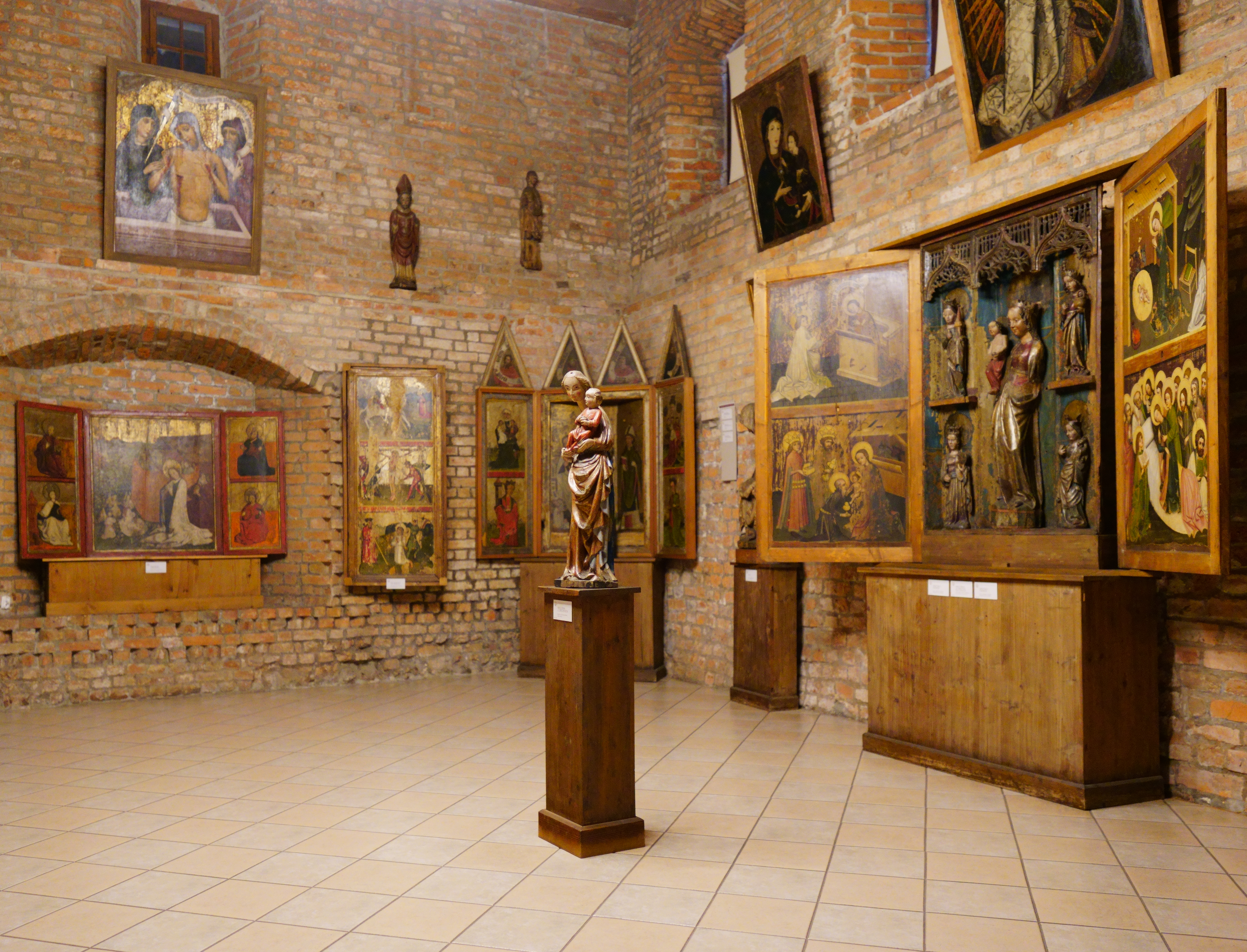
Wnętrze budynku, widoczna przestronna sala powstała w wyniku zdjęcia pierwszego piętra

W latach 1948–1952 przeprowadzono rewitalizację budynku, w ramach której przystosowano go także do celów muzealnych. W ramach szeroko zakrojonych prac budowalnych zdjęto m.in. strop między kondygnacjami, zlikwidowano klatkę schodową, założono nowy strop belkowy, odkryto oryginalne wątki muru oraz nakryto budowlę nowym dachem. Ponadto utworzono także zdobienia w formie pseudosgraffitowej dekoracji.
W 1991 roku budynek został wpisany do rejestru zabytków nieruchomych ówczesnego województwa tarnowskiego (nr rejestru A-338 z dnia 19 lipca 1991 roku). Jego nazwa (akademiola) pochodzi od określenia pierwszej tarnowskiej szkoły. Współcześnie wykorzystywany jest przez tarnowskie Muzeum Diecezjalne, mieści się w nim galeria małopolskiej sztuki gotyckiej, eksponowane są tu dzieła malarskie oraz rzeźbiarskie. W akademioli wystawiany jest m.in. obraz Opłakiwanie z Chromanic, a także rzeźba św. Jana Chrzciciela na misie z II poł. XIII wieku, będąca najstarszym eksponatem muzeum.

## Architektura

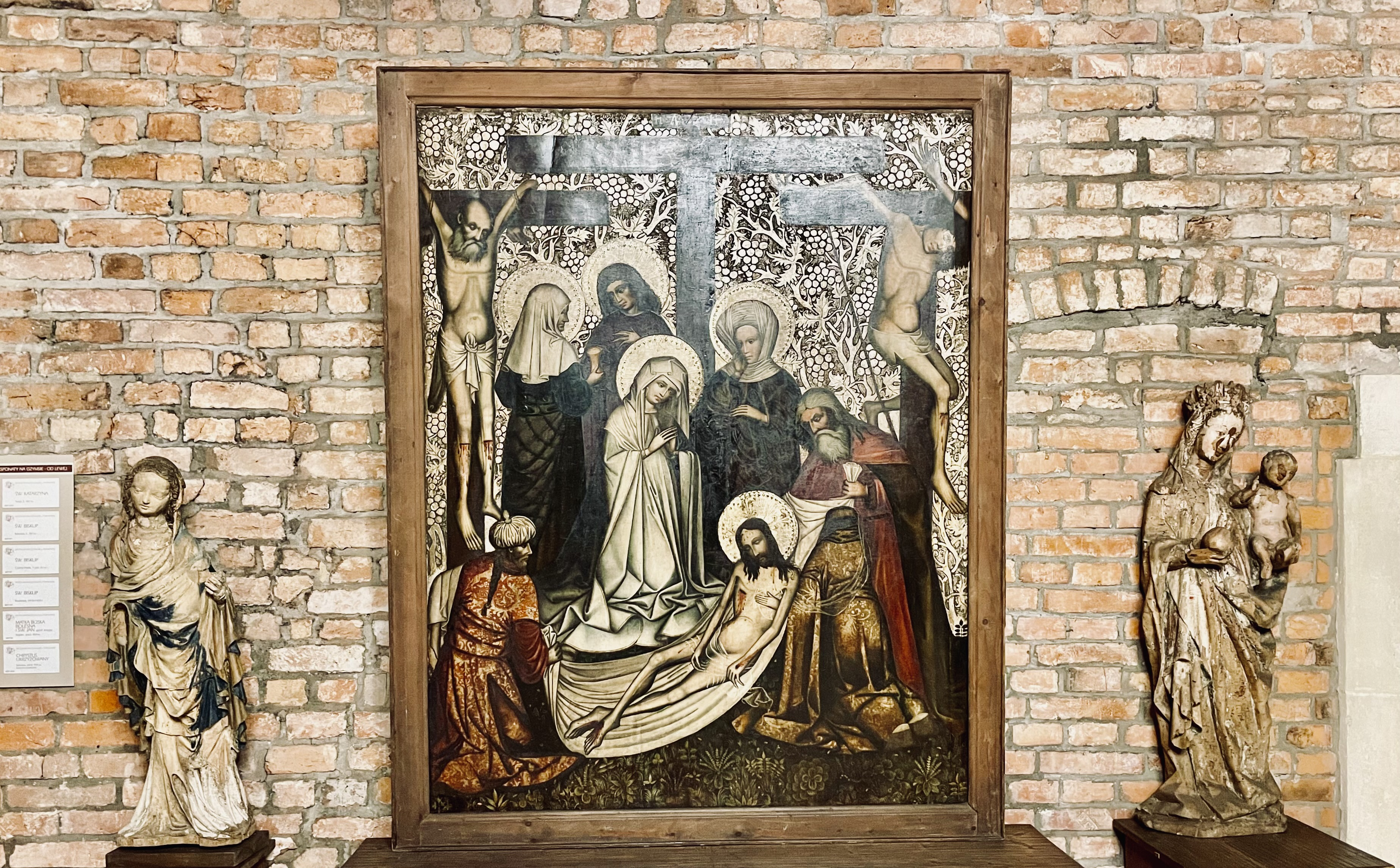
Opłakiwanie z Chomranic – jeden z obrazów w galerii sztuki gotyckiej

Kamienica jest przykładem renesansowego budownictwa XVI wieku. Murowana, dwukondygnacyjna, jednotraktowa, zbudowana na planie wydłużonego trapezu ze skośnie poprowadzoną ścianą tylną. Nie posiada podpiwniczenia. Skonstruowano ją z ułożonych w wątku gotyckim–polskim cegieł o wymiarach (w cm) 27×13×7,5, natomiast ościeże drzwi wejściowych i znajdującego się nad nim nadświetla wykonano z kamienia. Budynek położony jest kilkadziesiąt centymetrów poniżej współczesnego poziomu przylegającego do niego Placu Katedralnego.
Ze względu na fakt, że podczas rewitalizacji w latach 1948–1952 zdjęto jedną z kondygnacji, a także usunięto ściany działowe powstałe podczas adaptacji budynku na cele szkolne, współcześnie w kamienicy istnieją tylko dwa wysokie i obszerne pomieszczenia na parterze. Podłogi w tychże salach w 1991 roku wykonane były z desek (pomieszczenie południowe) oraz cegieł (pomieszczenie północne).

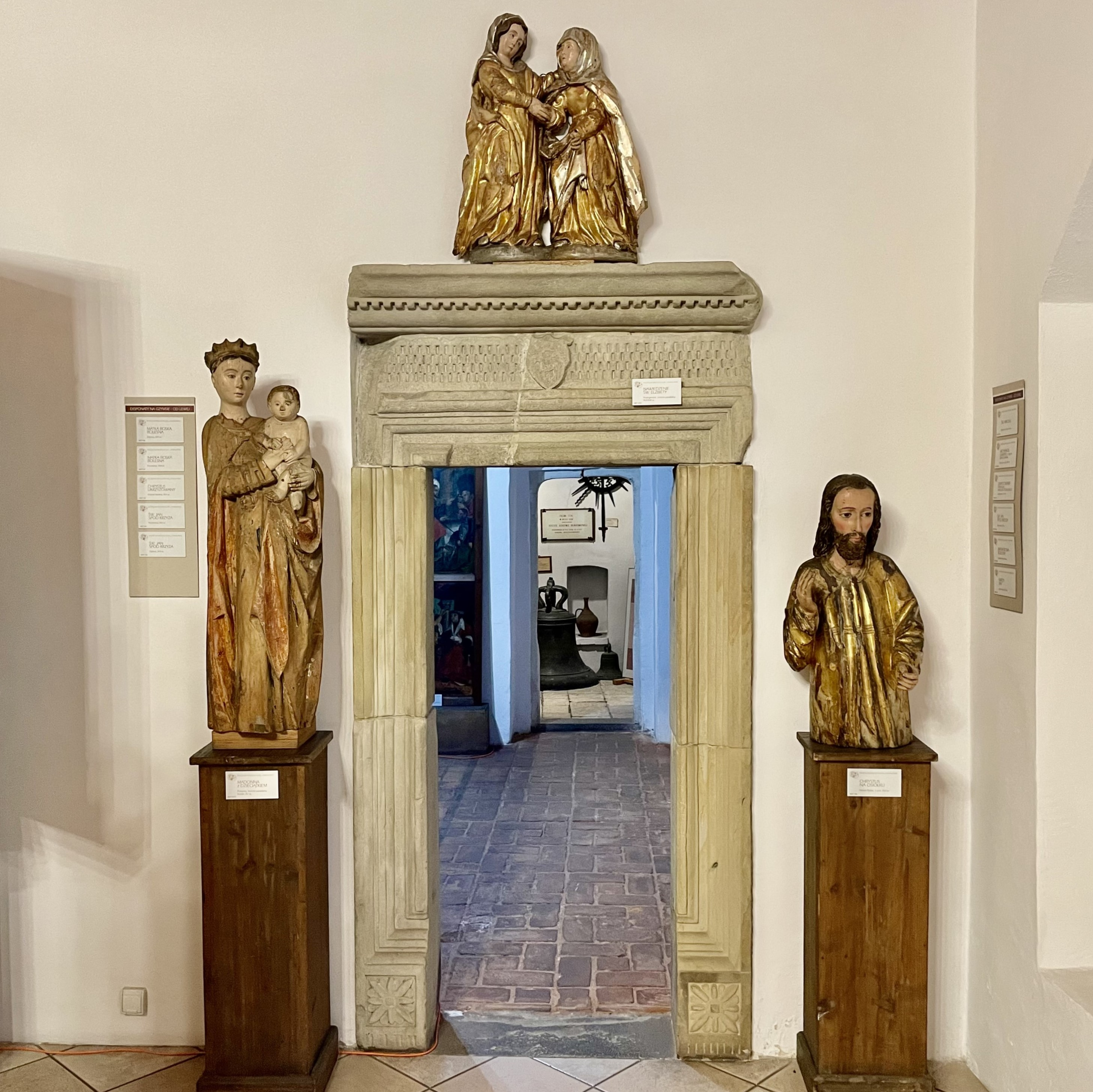
Portal przeniesiony z zamku Tropsztyn, znajdujący się w akademioli

W ścianie oddzielającej pomieszczenia umiejscowiony jest prostokątny otwór drzwiowy z wykonanym z kamienia ościeżem z fazowanymi narożnikami. Ponadto w przejściu między akademiolą a domem Mikołajowskim ulokowano kamienny portal z renesansowym nadprożem zdobnym w motyw plecionki, znajdujący się w tym miejscu dzięki przeniesieniu go z ruin zamku Tropsztyn. Wyposażenia wnętrz dopełniają dwa umieszczone w narożach sal piece. W ścianie południowej oraz wschodniej (przy drzwiach wejściowych) umieszczone są arkadowe wnęki. Stropy są belkowe, drewniane.
Ściana frontowa jest skromna, niesymetryczna, gładka oraz pięcioosiowa. Pozbawiona jest także podziałów architektonicznych. Na wysokości dawnego stropu międzykondygnacyjnego uwidocznione są kotwy stalowych ściągów.
W elewacji umieszczony jest, stanowiący jej główną ozdobę, manierystyczny portal drzwiowy w formie kamiennego obramowania, zdobnego w rozety i czteropłatkowe kwiaty umieszczone w nadprożu i pośrodku węgarów. Zdobienie uzupełniane jest także kwadratowymi kopertami znajdującymi się w narożnikach obramowania. Nadświetle zlokalizowane ponad otworem drzwiowym chronione jest przez żelazną kutą kratę, a obramowane jest w taki sam sposób, jak portal drzwiowy, jednakże z tą różnicą, iż nie jest zdobione rozetami.

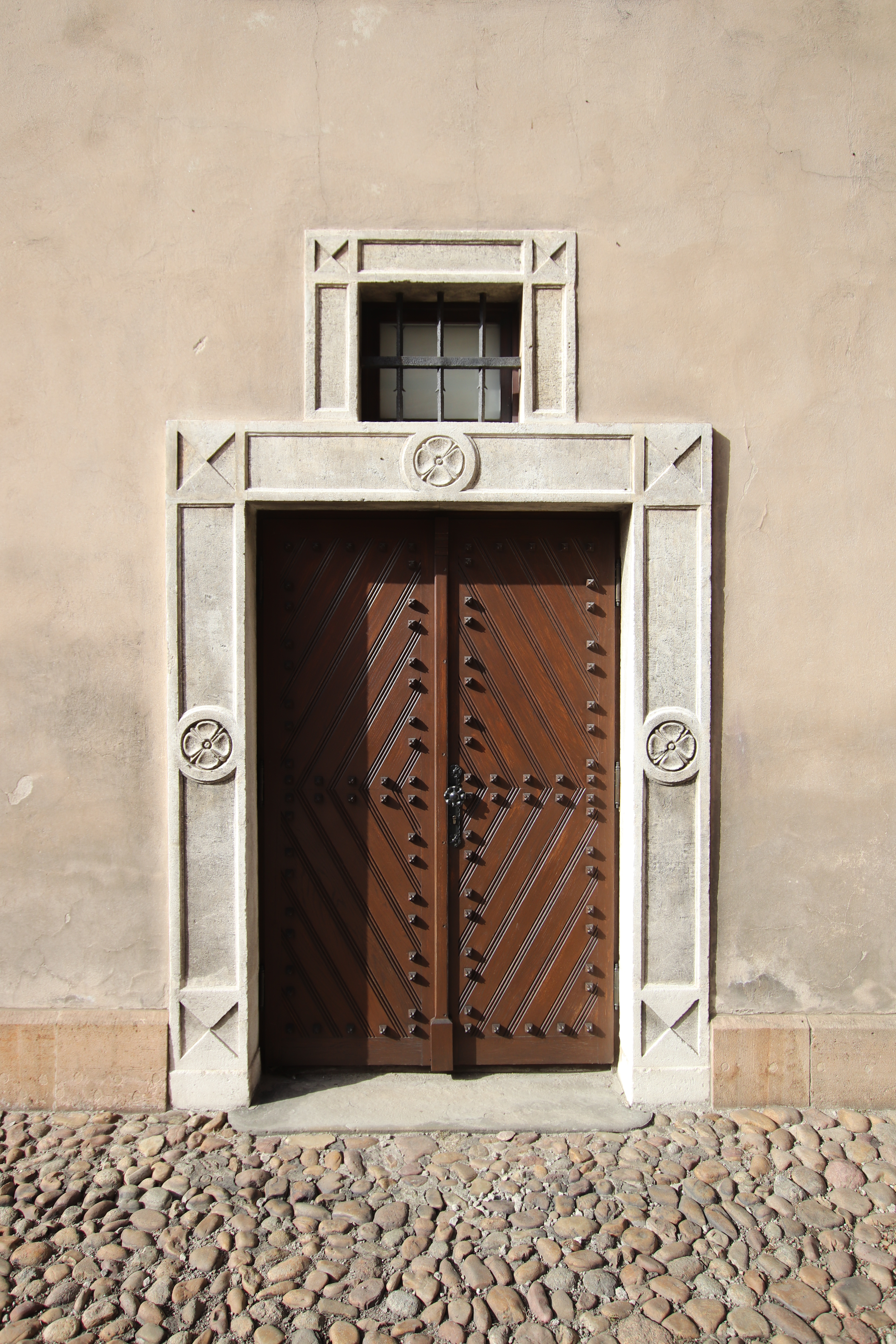
Główny manierystyczny portal budynku

Wyglądu fasady dopełniają otwory okienne, rozłożone w taki sposób, iż trzy okna oraz drzwi wraz z nadświetlem doświetlają pomieszczenie północne, natomiast okna ulokowane na trzech pierwszych osiach mają za zadanie doświetlać pomieszczenie południowe. Zdobione są pseudosgraffitową dekoracją. Okna są dwuskrzydłowe i krosnowe, za pomocą szczeblin podzielone na mniejsze pola. W każdym otworze wstawione są dwie szyby, pomiędzy którymi zamontowano w ościeżu kute żelazne kraty złożone z kwadratowych prętów. Nadproża nad otworami okiennymi sporządzone są z cegły w formie sklepień odcinkowych, a same otwory zarówno drzwiowe, jak i okienne, od środka są rozglifione. W ścianie frontu zamontowano także dwie latarnie.

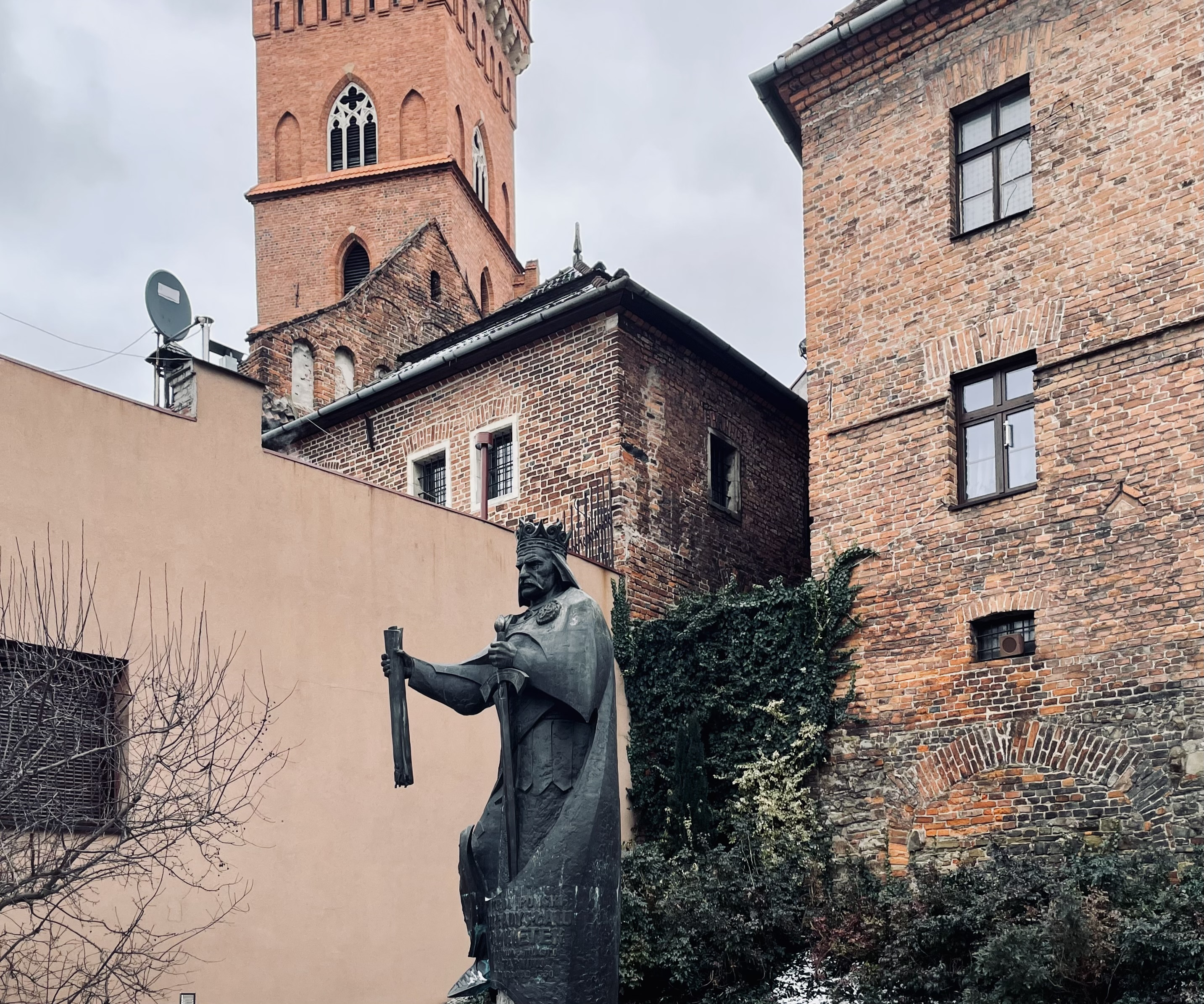
Widok na budynki przy pl. Katedralnym od ul. Wałowej. Widoczna scholasteria, a także ściana szczytowa akademioli, z tynkowanymi blendami i ornamentem w postaci arkad

Tylna ściana kamienicy posadowiona jest na dawnych murach miejskich. Jest skromnie wykończona, nietynkowana, pozbawiona podziałów architektonicznych i dekoracji. Fragment ściany na poziomie parteru stanowi część dawnego muru obronnego i pozbawiony jest wszelkich otworów, natomiast w nabudowanej ścianie piętra umiejscowiono siedem okien o równych i niewielkich wymiarach, spośród których trzy doświetlają pomieszczenie północne, zaś cztery południowe.
Istnieje także ściana szczytowa, do której przystawiony jest budynek scholasterii, zasłaniający ją do wysokości stropu nad piętrem. Powyżej tej budowli odsłonięta ściana wyposażona jest w ceglany ornament w formie trzech arkad, a pod nim w tynkowane osiem blend. Ponadto pod kalenicą umieszczono także małe, wąskie okienko, mające doświetlać poddasze.

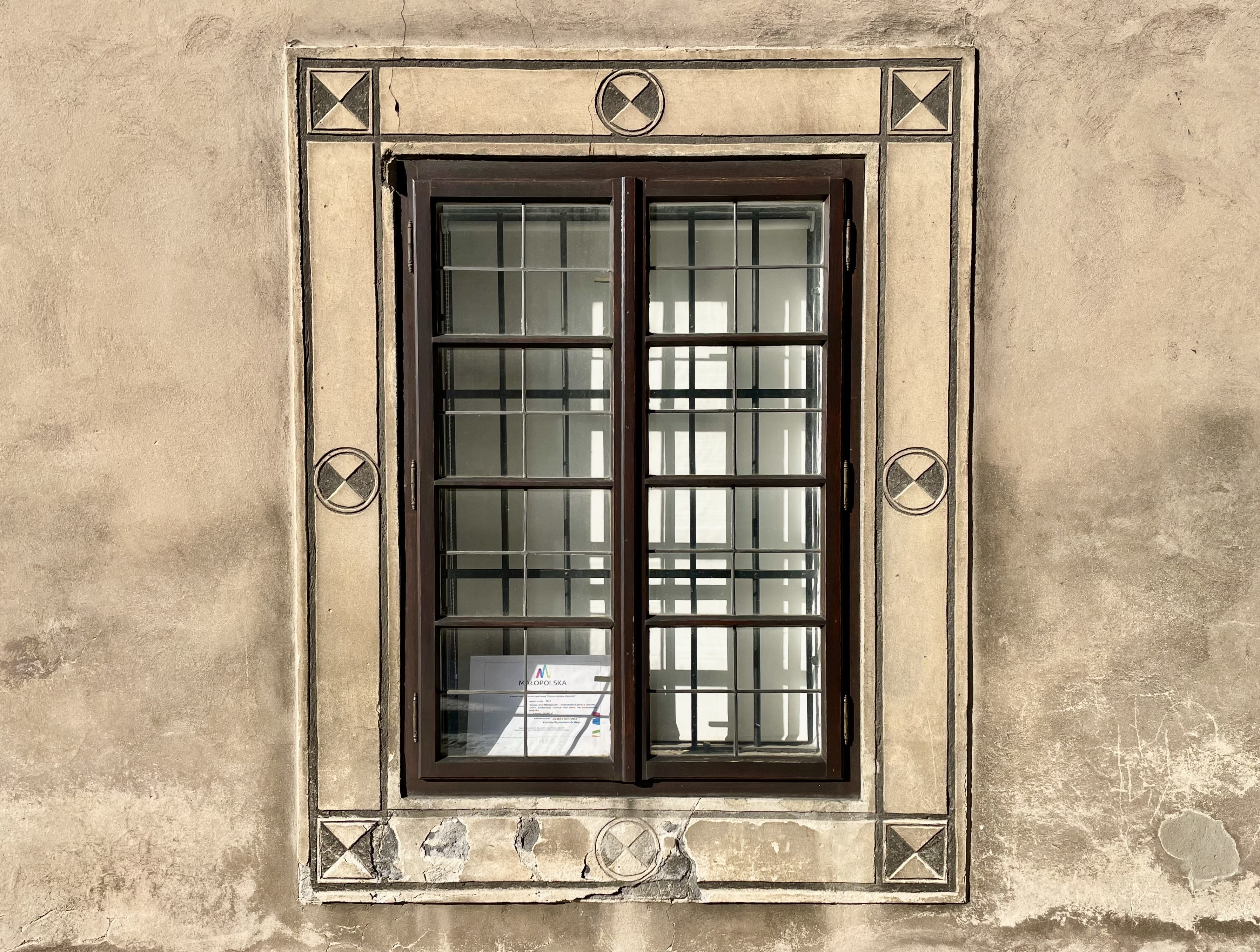
Otwór okienny zdobiony pseudosgraffitową dekoracją

Więźba dachowa jest drewniana, płatwiowo-kleszczowa z dwoma wieszakami. Dach jest wysoki i dwuspadowy, z załamaniem połaci dachowych wynikającym z braku równoległości podłużnych ścian budowli oraz zastosowaniem przypustnic. Pokryty jest dachówką ceramiczną. Połacie dachowe od sąsiednich budynków oddzielone są ścianami ogniowymi, a pośrodku kalenicy umiejscowiona jest także drewniana sygnaturka.
Budynek ma powierzchnię użytkową liczącą 150 m² przy kubaturze wynoszącej 1025 m³. Według stanu z 1991 roku wyposażony jest w system alarmowy, instalację elektryczną, przyłącze wodociągowe oraz czujki przeciwpożarowe. Jego właścicielem była wówczas Kuria Diecezjalna w Tarnowie.

## Kamienica w kulturze
Wnętrze akademioli utrwalił pod koniec XIX wieku w jednym ze szkiców Stefan Matejko, bratanek Jana Matejki.